# テイクアウト

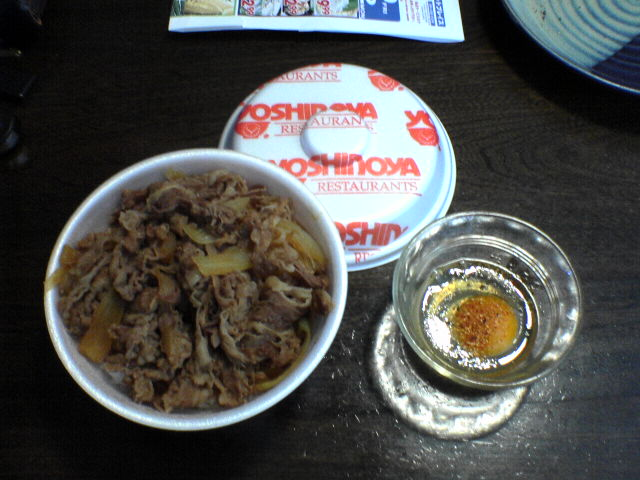
牛丼のテイクアウト

テイクアウトとは、客が飲食物を店内から持ち出して自宅へ持ち帰るなどして店外で食べる飲食店のシステムである。
日本では持ち帰りまたはお持ち帰りとの意味でこう呼ばれる。
テークアウトとも表記される。

## 概要
日本において「テイクアウト」は、飲食物を店外に持ち出すことを意味する。客が直接持ち出す場合をテイクアウトと呼称するのに対し、店舗の経営者や従業員などスタッフが飲食物を店外に持ち出して客の自宅等に運ぶことは、「デリバリー」または「出前」と呼ばれる。店内飲食は「イートイン」と呼ばれる。既に出来上がっている調理の必要のない調理済みの飲食物を持ち帰るのがテイクアウトであり、調理の必要のある生鮮食品などを持ち帰るのは定義上、テイクアウトとは呼ばない。またイートインもデリバリーも行わないテイクアウト販売のみの店舗やチェーン（例：コンビニ弁当など）には冗語になるので使用しない。自動車に乗りながら注文可能な「ドライブスルー」はテイクアウトの一形態である。
多くのチェーンによるファミリーレストランやファーストフード店がテイクアウトを実施しており、利点として店舗の収容人数に縛られずに多数の顧客をさばける事や、顧客のスケジュールに柔軟に対応できるなどが考えられる。店舗で回収した上でのリユースを前提としない、紙やプラスチックでできた使い捨ての容器が普及するまではテイクアウトにも限界があったが、今日、日本では店舗に食事スペースを保有しないチェーン店も多くあり、ピザチェーンや一部の寿司チェーンのように「デリバリー、テイクアウトのみ」という形態が一般に多くなった。日配食品を使用した物などのメニューの一部は状況により衛生面を考慮してテイクアウトができない場合もある。

## テイクアウトを実施している主なチェーン
- ウェンディーズ
- エクセルシオール カフェ
- カレーハウスCoCo壱番屋
- 牛丼太郎
- 餃子の王将
- ジョナサン
- すき家
- スターバックス
- デニーズ
- ドトールコーヒー
- ドミノ・ピザ
- なか卯
- バーガーキング
- ピザハット
- ピザーラ
- まいどおおきに食堂
- マクドナルド
- 松屋
- モスバーガー
- 吉野家
- ロイヤルホスト
- ロッテリア

など（五十音順）。

## 英語
「テイクアウト」という語の由来は、「外へ出す」「連れ出す」という意味の北アメリカ／フィリピン英語の「takeout」であるが、英語圏では takeout という言葉は店舗で客に対してあまり使われず、従業員から「Stay or go?」、又は「For here or to go?」などと訊かれる。客側がテイクアウトを希望する場合にも「Take away.」、「To go.」あるいは「To eat out.」という表現が一般的。「take out」は和製英語であり通じないと解説する本もあるが、実際には、一般的ではないというだけでほとんどの場合通じる。又店側が使用する場合も充分ある。日本でも店舗において客に対しては、「お持ち帰りでしょうか?お召し上がりでしょうか?」のように、「持ち帰り」の語が「テイクアウト」の意で、「召し上がり」の語が「イートイン」の意で、一般に使用されることが多い。
テイクアウトを意味する英語の表現は、英語圏の中でも地域によって異なる。
| 表現              | 地域                                                                              |
| ----------------- | --------------------------------------------------------------------------------- |
| carry-out         | - アメリカ合衆国 - スコットランド                                                 |
| parcel            | - インド - パキスタン                                                             |
| take-away         | - アイルランド - イギリス - オーストラリア - ニュージーランド - 香港 - 南アフリカ |
| take-out、takeout | - アメリカ合衆国 - カナダ - フィリピン                                            |
| tapau             | - シンガポール - マレーシア                                                       |

## 中国語
中国語ではレストランで頼んで食べきれなかった料理をドギーバッグなどで包んで持ち帰る「打包」とファーストフード店など店内で食べますか持ち帰りますか？と聞かれるとき、手を付けていないものを持ち帰る「帯走」「拎走」「外帯」そして日本で言う、たこ焼き屋や鯛焼き屋、弁当屋のような持ち帰り専門店で持ち帰る「外売」などがある。例えばレストランで炒飯やスープを残ったのを持ち帰るなら「打包」、新しく持ち帰り用を作ってもらうなら「外帯」となる。